# Christian Leffler

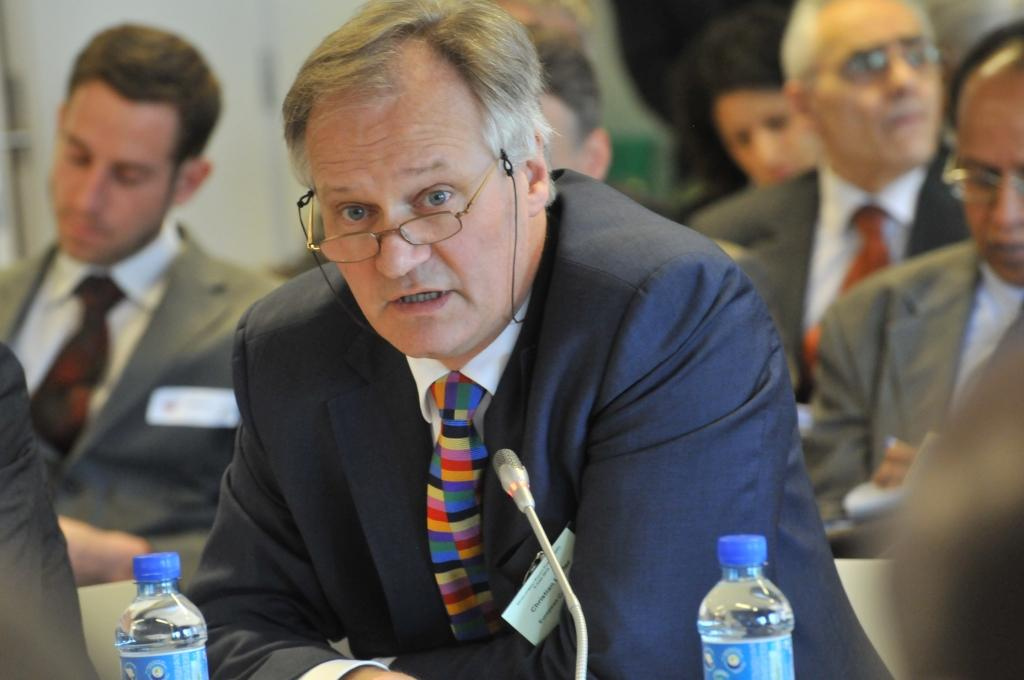
Christian Leffler

Christian Leffler, född 1955 i Göteborg, är en svensk ämbetsman och diplomat. Han var fram till pensionen i mars 2020 biträdande generalsekreterare i Europeiska utrikestjänsten (EEAS).
Leffler har tidigare arbetat på Utrikesdepartementet (1980-96) och har bland annat tjänstgjort i Kairo och Paris. Åren 1991-1996 tjänstgjorde han på svenska EG -delegationen (Europeiska gemenskaperna/Europeiska gemenskapen), efter svenska EU-inträdet 1995 benämnt Sveriges ständiga representation vid Europeiska unionen. Han var Sveriges första antici åren 1995-96, det vill säga ambassadör Frank Belfrages närmsta medarbetare. Därefter började han arbeta för Europeiska kommissionen, från 1999 som biträdande kabinettschef hos kommissionären Chris Patten. Han har även varit direktör på EU-kommissionens generaldirektorat för yttre förbindelser (RELEX) med ansvar för Mellanöstern och Södra Medelhavet. Leffler efterträdde år 2007 Rolf Annerberg som kanslischef hos EU-kommissionär Margot Wallström med ansvar för institutionella frågor och kommunikation; en tjänst som han avslutade år 2010 i samband med att kollegiets mandat löpte ut. 
I februari 2010 utnämndes Leffler till biträdande generaldirektör vid Europeiska kommissionens generaldirektorat för utvecklingsfrågor. Under 2010 var han också rådgivare till EU:s höga representant för utrikes frågor och säkerhetspolitik Catherine Ashton i frågor rörande upprättandet av den europeiska utrikesförvaltningen. Han blev därefter chef för avdelningen för förbindelserna med Nord- och Sydamerika i EEAS, en tjänst han innehade till 2015 då han utnämndes till biträdande generalsekreterare i utrikestjänsten. Efter fem år på denna tjänst trädde han i pension i mars 2020.

## Priser och utmärkelser
- 2017: Hans Majestät Konungens medalj i guld av 12:e storleken, att bäras om halsen i högblått band (Kon:sGM12mhb)[2]